# Salitos
Salitos is een merk van Mexicaans bier dat in verschillende varianten bestaat. Het bier is gebaseerd op een recept uit Panama. Salitos is een wereldwijd bekend product en het wordt in meer dan veertig landen verkocht. Sinds 2008 is Salitos(de varianten Tequila en Mojito) ook in Nederland te koop in de horeca.

## Varianten
Salitos is verkrijgbaar in verschillende varianten:
- Salitos Cerveza: een Mexicaans bier zonder andere smaaktoevoegingen. Dit bier is goed te vergelijken met het bekendere Corona.

- Salitos Tequila: Een mix van Salitos Cerveza met frisdrank met Tequila-smaak. Dit bier is goed te vergelijken met het bekendere Desperados. De Salitos Tequila wordt in Nederland zowel in standaard glazen flesjes als in aluminium flesjes(voor gebruik bij evenementen) verkocht.

- Salitos Mojito: Een mix van Salitos Cerveza met frisdrank met Mojito-smaak.

- Salitos Ice: Een mix van bier met Mexicaans citroenfrisdrank.